# آنا ليونونز
كانت آنا هارييت ليونونز (وُلدت باسم آنا هارييت إيما إدواردز؛ 5 نوفمبر 1831 – 19 يناير 1915) كانت كاتبة رحلات، ومعلمة، وناشطة اجتماعية أنجلوهندية أو هندية بريطانية المولد.
أصبحت مشهورة من خلال نشر مذكراتها، بدايةً بـ المربية الإنجليزية في البلاط السيامي (1870)، التي أرخت فيها تجاربها في سيام (تايلاند حاليًا)، بصفتها مدرّسة لأطفال الملك مونغوت السيامي. صُوّرت قصة ليونونز الخاصة بشكل خيالي في رواية مارغريت لاندون الأفضل مبيعًا آنا وملك سيام، بالإضافة إلى أفلام ومسلسلات تلفزيونية مبنية على الكتاب، ولا سيما المسرحية الموسيقية الناجحة  أنا والملك لرودجرز وهامرشتاين في عام 1951.
عاشت ليونونز أيضًا خلال مسيرة حياتها في أستراليا، وسنغافورة، وبينانق، والولايات المتحدة، وكندا، وألمانيا. كانت خلال سنوات حياتها اللاحقة مُحاضِرة في علم الهنديات وناشطة في مجال حق النساء في التصويت. من بين الإنجازات الأخرى، شاركت في تأسيس جامعة نوفا سكوتيا للفنون والتصميم.

## معلمة في البلاط السيامي
في عام 1862، قبلت ليونونز عرضًا مُقدمًا من القنصل في سنغافورة، تان كيم شينغ، لتدريس زوجات وأولاد مونغوت، ملك سيام. أمِلَ الملك بإعطاء زوجاته وخليلاته التسع والثلاثين وأولاده الاثنين والثمانين تعليمًا عصريًا غربيًا على غرار الصفوف العلمانية العلمية، التي لم تقدمها زوجات المبشرين الأوائل. أرسلت ليونونز ابنتها آفيس إلى المدرسة في إنجلترا، وأخذت معها ابنها لويس إلى بانكوك. خلفَت دان بيتش برادلي، وهو مبشر أميركي، معلمةً في البلاط السيامي.
عملت ليونونز في البلاط حتى عام 1867، أي لفترة تقارب ست سنوات، في البداية مدرّسةً ولاحقًا مستشارةً لغوية للملك. مع أن منصبها حمل احترامًا كبيرًا وحتى درجة من التأثير السياسي، فلم تجد الرضا ضمن أحكامه وشروطه. ورغم موقعها في بلاط الملك، فإنها لم تُدعَ قط إلى الحلقة الاجتماعية الخاصة بالتجار البريطانيين في المنطقة.
في عام 1868، كانت ليونونز في إجازة صحية في إنجلترا وكانت تتفاوض بشأن العودة إلى البلاط ضمن شروط أفضل حين مرض مونغوت وتُوفي. ذكر الملك ليونونز وابنها في وصيته، إلا أنهما لم يتلقيا ميراثًا. كتب الملك الجديد، شولالون كورن (راما الخامس) ذو الخمسة عشر عامًا الذي خلف والده، إلى ليونونز رسالة حميمية للامتنان على خدماتها. لم يدعُها لاستئناف وظيفتها، لكنهما تراسلا بصورة ودية لسنوات عدة. في سن السابعة والعشرين، عاد لويس ليونونز إلى سيام ومُنح منصب نقيب في سلاح الفرسان الملكي. أجرى شولالون كورن إصلاحات ادعى معلمه السابق حصوله على بعض الفضل بشأنها، من ضمنها إلغاء ممارسة السجود أمام أفراد العائلة المالكة. على أي حال، كان العديد من هذه الاصلاحات أهدافًا وضعها والده.

## سيرتها الأدبية
بحلول عام 1869، كانت ليونونز في مدينة نيويورك، حيث افتَتحت مدرسة للفتيات لفترة وجيزة في منطقة نيوبرايتون الغربية في جزيرة ستاتن، وبدأت تساهم في مقالات حول السفر في دورية ذا أتلانتيك الشهرية في مدينة بوسطن، من بينها «المفضلة في الحرملك»، التي استعرضتها صحيفة  ذا نيويورك تايمز تحت عنوان «قصة حب شرقية، يبدو أن لها أساس قوي من الصحة». نَشرت مقالاتها ضمن مجلدين من المذكرات، بدءًا  بـالمربية الإنجليزية في البلاط السيامي (1870)، التي أكسبتها شهرة فورية لكنها اتُّهمت أيضًا بأن أحداثها مُبالغ بها بهدف التشويق والإثارة مع عدم مراعاة الدقة. تلقي ليونونز في كتاباتها نظرة نقدية على حياة البلاط؛ لم تكن الرواية مُجمّلة في سياقها دائمًا، وأصبحت موضوع جدل في تايلاند؛ اتُهمت أيضًا بمبالغة تصوير تأثيرها في الملك.
كانت هناك أيضًا ادعاءات باختلاق الأحداث: من ناحية إمكانية الجدال حول العبودية مثلًا، كان الملك مونغوت ناسكًا بوذيًا لمدة سبعة وعشرين عامًا وبعدها رئيس دير، قبل اعتلائه العرش. يُعتقد أن تأهيله الديني ورسالته لم يسمحا بوجهات النظر التي يُعبر عنها سيّد ليونونز القاسي المنحرف المنغمس في الملذات. حتى عنوان هذه المذكرة غير دقيق، إذ إنها لم تكن إنجليزية ولم تعمل مربيةً: كانت مهمتها تدريس اللغة الإنجليزية، لا تعليم أولاد الملك ولا رعايتهم بصورة شاملة. زعمت ليونونز أنها تكلمت اللغة التايلاندية بطلاقة، لكن الأمثلة الموجودة على تلك اللغة في كتبها مبهمة، حتى لو تغاضينا عن النص غير المتقن.
كانت ليونونز مناصرة للحركة النسوية، وكانت تميل في كتاباتها إلى التركيز على ما رأته من حالات الإخضاع التي تتعرض لها النساء في سيام، من بينهن أولئك النساء المعزولات ضمن النانغ هارم، أو الحرملك الملكي. أكدت أن مونغوت، رغم كونه حاكمًا ذا نظرة تقدمية، رغب بالحفاظ على التقاليد مثل السجود والاستعباد الجنسي التي بدت عادات جاهلة ومخزية. يتضمن الجزء الثاني، قصة رومانسية في الحرملك (1873)،  حكاياتٍ مبنية على شائعات القصر، من ضمنها التعذيب المزعوم من قِبل الملك وإعدامه واحدةً من خليلاته، توبتيم. تنقص القصةَ الأدلة المُسانِدة وهي مستبعدة من قِبل النقاد، إذ إن تلك الأمور ليست من صفات الملك الشخصية. قالت حفيدة السلالة الملكية، الأميرة فوديشالرم فوديجايا (وُلدت في 21 مايو عام 1934)، في مقابلة لها عام 2001: «كان الملك مونغوت في حالة الرهبانية لمدة 27 سنة قبل أن يكون ملكًا. لم يكن ليأمر أبدًا بعقوبة الإعدام. إنها ليست الطريقة البوذية». أضافت أن توبتيم ذاتها كانت جدتها وتزوجت شولالون كون وأصبحت واحدة من زوجاته الثانويات. أكثر من ذلك، لم يكن هناك زنازين تحت القصر الكبير أو أي مكان آخر في بانكوك إذ إن مستوى المياه الجوفية المرتفع لم يكن ليسمح بذلك. ليست هناك أي روايات حول حدوث إحراق علني من قِبل أجانب آخرين كانوا مقيمين في سيام خلال فترة وجود ليونونز.
حين كانت في الولايات المتحدة، اكتسبت آنا أموالًا كانت بحاجة إليها من خلال جولات شعبية ألقت فيها المحاضرات. ألقت محاضرات في أماكن مثل منزل السيدة سيلفانوس ريد في شارع 53 في مدينة نيويورك، أو في دورة الأعضاء المنتظمين في قاعة الجمعية، أو تحت إشراف مجالس مثل جمعية لونغ آيلند التاريخية، حول مواضيع من ضمنها «البعثات المسيحية إلى الأراضي الوثنية» و«إمبراطورية سيام، ومدينة النساء المحجوبات». أفادت صحيفة نيويورك تايمز بأن: «هدف السيدة ليونونز هو إيقاظ اهتمامٍ، وحشد مشاعر التعاطف، لدعم أعمال التبشير، خصوصًا في علاقتهم بقدَر النساء الآسيويات». انضمت إلى الحلقات الأدبية في مدينة نيويورك وبوسطن وتعرفت على المتنورين في تلك المنطقة من دائرة المُحاضرين، مثل أوليفر وندل هولمز، وهنري وادزورث لونغفيلو، وهارييت بيتشر ستو مؤلفة كوخ العم توم، وهو كتابٌ لفتت ليونونز اهتمامَ العائلة الملكية برسالته المناهضة للعبودية. قالت إن الكتاب أثر على إصلاح شولالون كورن حول العبودية في سيام، وهي عملية بدأ بها في عام 1868، وانتهت بإلغائها نهائيًا في عام 1915. في تلك الأثناء، كان لويس قد راكم الديون في الولايات المتحدة بحلول عام 1874 وفرّ من البلاد. أصبح منفصلًا عن والدته ولم يرها لمدة 19 عامًا. في صيف عام 1878، درّست اللغة السنسكريتية في كلية أمهيرست.

## روابط خارجية
- آنا ليونونز على موقع IMDb (الإنجليزية)
- آنا ليونونز على موقع الموسوعة البريطانية (الإنجليزية)
- آنا ليونونز على موقع قاعدة بيانات الفيلم (الإنجليزية)